# خزعل أباد (مينوبار)
خزعل أباد (بالفارسية: خزعل‌آباد) هي قرية تقع في إيران في قسم مينوبار الريفي. يقدر عدد سكانها بـ 619 نسمة بحسب إحصاء 2016.